# Honda CBR 929RR Fireblade
Honda CBR 929RR Fireblade – sportowy motocykl firmy Honda.

## Opis
W nowym modelu zmodyfikowano silnik, m.in. zwiększając pojemność i wprowadzając wtryskowy układ zasilania. Wprowadzono układ H-VIX, czyli regulowany układ dolotowy i zawór w układzie wydechowym. Zmieniono ramę, silnik stanowi teraz element nośny motocykla. Zastosowano odwrócony widelec teleskopowy HMAS. Motocykl zyskał nowy wygląd dzięki zmianie owiewek.